# Васич, Драгиша
Драгиша Васич (серб. Драгиша Васић; 2 сентября 1885 года, Горни-Милановац — 20 апреля 1945 года, Ясеновац) — сербский и югославский юрист, писатель и публицист. Один из главных идеологов четнического движения в годы Второй мировой войны.

## Биография
Драгиша Васич родился в городе Горни-Милановац, в то время входившем в Королевство Сербия, где он окончил начальную школу и гимназию до своего переезда в Белград для изучения права. В 1912-1913 годы он, будучи офицером запаса, принимал участие в Балканских войнах, в том числе в битвах под Кумановом и под Брегалницей. В ходе Первой мировой войны Васич сражался в битве при Колубаре в ноябре–декабре 1914 года. В течение зимы 1915-1916 годов он вместе с сербскими войсками отступал к побережью Адриатического моря через Албанию. Оказавшись на острове Корфу, Васич был переведён на Салоникский фронт. В 1917 году к Васичу пришло разочарование в династии Карагеоргиевичей после суда в Салониках весной 1917 года, когда были казнены четверо предполагаемых виновников Сараевского убийства. Среди них был Любомир Вулович, двоюродный брат Васича и член движения «Чёрная рука».
Васич был демобилизован в конце войны, в ноябре 1918 года, в звании капитана. Он выражал своё несогласие с политикой короля Петра I, являясь членом Республиканской партии и одним из редакторов независимой сербской газеты Progres. Сербские власти отреагировали на его публикации, мобилизовав его обратно в вооружённые силы. Васич участвовал в военных учениях вблизи границы с Албанией, а затем был переведен в 30-й пехотный полк, принимавший участие в подавлении восстания на севере Албании.
В 1921 году Васич занялся адвокатской практикой, в том числе представляя интересы и ряда коммунистов, обвинявшихся в попытке убийства короля Александра I. Примерно в то же время он сблизился с профессором Слободаном Йовановичем, выступавшего тогда против правящей Народной радикальной партии. В 1922 году Васич стал близким другом хорватского писателя Мирослава Крлежи, часто публиковавшегося в журнале Васича Književna republika. В 1927 году Васич посетил СССР вместе со Сретеном Стояновичем и Владиславом Рибникаром. В конце 1928 года он стал редактором левого журнала Nova literatura. Ко времени провозглашения королём Александром I диктатуры 6 января 1929 года Васич приобрёл репутацию сочувствующего коммунистам . В 1931 году он использовал свои связи с генералом Петаром Живковичем для освобождения Джуро Цвийича, бывшего лидера Коммунистической партии Югославии, приговорённого к смерти сербскими властями. Васич был членом Сербской академии наук и искусств и стал корреспондентом в Академии изобразительных искусств 12 февраля 1934 года. В 1936 году он, выйдя из Республиканской партии, присоединился к Сербскому культурному клубу, а затем был назначен его вице-президентом. До начала Второй мировой войны Васич редактировал периодическое издание Српски Глас. Он выступал против соглашения Цветковича — Мачека в августе 1939 года, предоставившего большую автономию Хорватии в Королевстве Югославия. Васич, предположительно, имел какие-то контакты с советскими спецслужбами.
Васич примкнул к движению четников Дражи Михайловича летом 1941 года, после вторжения стран Оси в Югославию. В августе того же года Васич вошёл в Центральный национальный комитет, будучи при этом одним из трёх влиятельнейших его членов, с которыми он сформировал так называемый Исполнительный совет Михайловича на протяжении большей части войны. В его задачи входили вопросы внутренней и международной политики, поддержания связи с гражданскими сторонниками четников в Югославии. После присоединения к движению четников Васич стал одним из его главных идеологов, выражая решительные антикоммунистические взгляды и выступая против любого сотрудничества с захватчиками и коллаборационистами.
20 апреля 1945 года Васич был пленён усташами и предположительно казнён в Ясеноваце.

## Основные работы
- Карактер и менталитет једног поколења, публицистика, 1919.
- Два месеца у југословенском Сибиру, публицистика, 1927.
- Утуљена кандила, рассказы, 1922.
- Црвене магле, роман, 1922.
- Утисци из данашње Немачке, публицистика, 1923.
- Витло и друге приче, 1924.
- Деветсто трећа, проза, 1925.
- Утисци из Русије, путевые заметки, 1928.
- Приповетке, 1929.
- Пад са грађевине, 1932.